# Боровита
Боровита је насељено мјесто на подручју града Глине, Банија, Република Хрватска.

## Историја
Боровита се од распада Југославије до августа 1995. године налазила у Републици Српској Крајини.

## Становништво
| Националност       | 1991. | 1981. | 1971. | 1961. |
| Срби               | 94    | 147   | 184   | 226   |
| Југословени        |       |       | 2     |       |
| Хрвати             |       |       | 1     |       |
| остали и непознато | 3     | 2     | 1     |       |
| Укупно             | 97    | 149   | 188   | 226   |

| Демографија | Демографија | Демографија |
| Година      | Становника  | Становника  |
| ----------- | ----------- | ----------- |
| 1961.       | 226         |             |
| 1971.       | 188         |             |
| 1981.       | 149         |             |
| 1991.       | 97          |             |
| 2001.       | 38          |             |
| 2011.       |             | 17          |